# Projekt Gutenberg

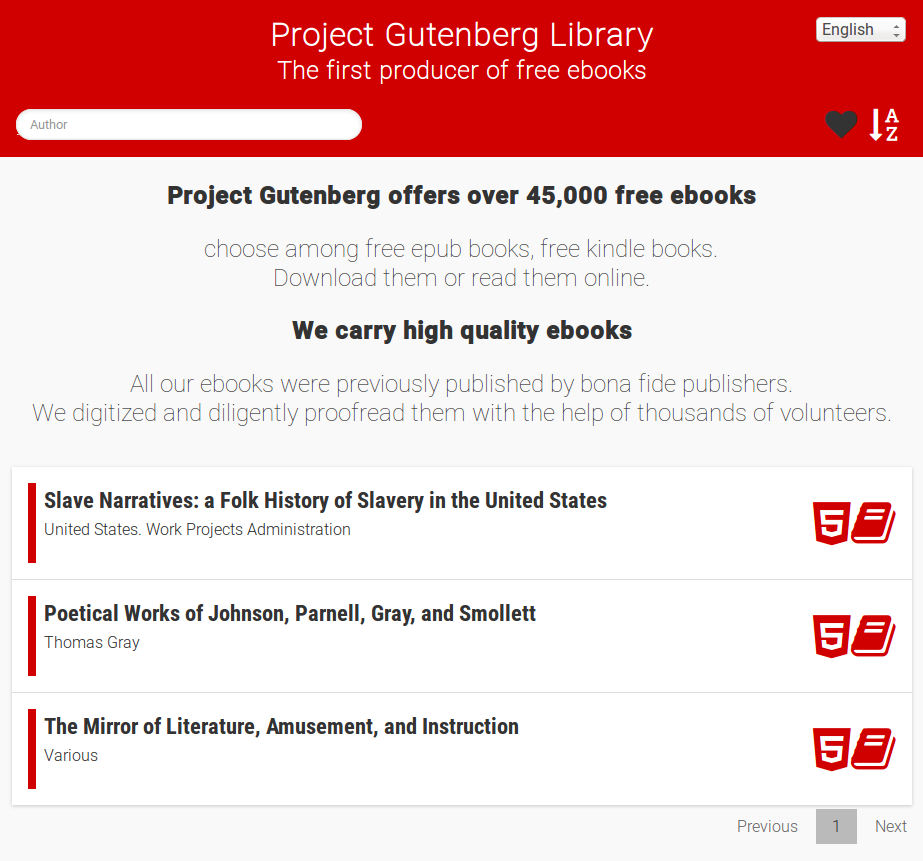
Zrzut ekranu pierwszej strony głównej Projektu Gutenberg

Projekt Gutenberg – inicjatywa polegająca na udostępnianiu w Internecie elektronicznych wersji książek istniejących w wersji papierowej, których prawa autorskie wygasły.
Według danych z roku 2016 projekt  udostępnił ponad 50 000 wolnych książek elektronicznych.

## Prawa autorskie
Teksty umieszczone w sieci w ramach projektu nie są chronione prawami autorskimi, ponieważ nigdy nie były tymi prawami obłożone (najstarsze teksty) lub prawa te wygasły. Część tekstów, która chroniona jest prawami autorskimi, została umieszczona w zasobach projektu za zgodą właścicieli tych praw. Ponieważ serwery Projektu Gutenberg znajdują się w Stanach Zjednoczonych, o tym, czy dany tekst może znaleźć się w projekcie, decydują zasady amerykańskiego prawa autorskiego. Zgodnie z obowiązującym obecnie (2020) prawem do domeny publicznej w Stanach Zjednoczonych należą książki wydane przed 1925 rokiem. Ponieważ książki wydane w USA w 1925 roku od 1 stycznia 2020 nie są objęte ochroną, w bibliotece Gutenberg większość zbiorów pochodzi sprzed 1924 roku.

## Historia przedsięwzięcia
Projekt Gutenberg został rozpoczęty w roku 1971 przez Michaela Harta znanego jako wynalazca książki elektronicznej. Nazwa projektu pochodzi od nazwiska twórcy pierwszej przemysłowej metody druku na świecie w XV w. – Johannesa Gutenberga. W roku tym, z okazji Dnia Niepodległości, Hart otrzymał darmowo wydrukowaną kopię Amerykańskiej Deklaracji Niepodległości. To zainspirowało go do przepisania dokumentu do komputera i rozesłania go do innych użytkowników sieci komputerowej. Cyfryzacja i dystrybucja literatury w formie elektronicznej stała się celem jego życia na kolejnych 40 lat.
W październiku 2023 firma Microsoft wraz z Google, MIT oraz projektem Gutenberg użyło sztucznej inteligencji do stworzenia nagrań 5 tysięcy audiobooków na podstawie zasobów projektu Gutenberg. Jest to około 35 tysięcy godzin nagrań.